# Гобокен (Нью-Джерсі)
Гобокен (англ. Hoboken) — місто (англ. city) в США, в окрузі Гудзон штату Нью-Джерсі. Населення — 60 419 осіб (2020). Місто є частиною агломерації Нью-Йорка.

## Географія
Гобокен розташований за координатами 40°44′43″ пн. ш. 74°1′41″ зх. д. / 40.74528° пн. ш. 74.02806° зх. д. (40.745251, -74.027926). За даними Бюро перепису населення США в 2010 році місто мало площу 5,21 км², з яких 3,30 км² — суходіл та 1,91 км² — водойми.

### Клімат
| Клімат : Гобокен        | Клімат : Гобокен | Клімат : Гобокен | Клімат : Гобокен | Клімат : Гобокен | Клімат : Гобокен | Клімат : Гобокен | Клімат : Гобокен | Клімат : Гобокен | Клімат : Гобокен | Клімат : Гобокен | Клімат : Гобокен | Клімат : Гобокен | Клімат : Гобокен |
| Показник                | Січ.             | Лют.             | Бер.             | Квіт.            | Трав.            | Черв.            | Лип.             | Серп.            | Вер.             | Жовт.            | Лист.            | Груд.            | Рік              |
| Абсолютний максимум, °C | 22,2             | 23,9             | 30,0             | 35,6             | 37,2             | 38,3             | 41,1             | 40,0             | 38,9             | 34,4             | 28,9             | 23,9             | 41,1             |
| Середній максимум, °C   | 3,3              | 5,6              | 10,0             | 16,1             | 21,7             | 26,1             | 28,9             | 28,3             | 23,9             | 17,8             | 12,2             | 6,1              | 16,7             |
| Середній мінімум, °C    | −2,8             | −1,7             | 1,7              | 7,2              | 12,2             | 17,8             | 20,6             | 20,0             | 16,1             | 10,0             | 5,6              | 0,0              | 8,9              |
| Абсолютний мінімум, °C  | −21,1            | −26,1            | −16,1            | −11,1            | −2,2             | 6,7              | 11,1             | 10,0             | 3,9              | −2,2             | −13,9            | −25              | −26,1            |
| Норма опадів, мм        | 93               | 82               | 111              | 114              | 106              | 112              | 117              | 113              | 109              | 112              | 102              | 102              | 1273             |
| Днів з опадами          | 6,0              | 5,6              | 6,8              | 7,3              | 7,3              | 7,1              | 7,1              | 6,4              | 6,2              | 5,5              | 6,0              | 6,3              | 77,6             |
| Днів зі снігом          | 8,0              | 6,5              | 2,3              | 0,4              | 0,0              | 0,0              | 0,0              | 0,0              | 0,0              | 0,0              | 0,2              | 3,0              | 20,4             |
| ----------------------- | ---------------- | ---------------- | ---------------- | ---------------- | ---------------- | ---------------- | ---------------- | ---------------- | ---------------- | ---------------- | ---------------- | ---------------- | ---------------- |
| Джерело:                |                  |                  |                  |                  |                  |                  |                  |                  |                  |                  |                  |                  |                  |

## Демографія
Згідно з переписом 2010 року, у місті мешкало 50 005 осіб у 25 041 домогосподарстві у складі 9454 родин. Було 26855 помешкань
Расовий склад населення:
| - 82,2 % — білих - 7,1 % — азіатів - 3,5 % — чорних або афроамериканців - 0,1 % — корінних американців - 4,3 % — осіб інших рас |

До двох чи більше рас належало 2,6 %. Частка іспаномовних становила 15,2 % від усіх жителів.
За віковим діапазоном населення розподілялося таким чином: 12,2 % — особи молодші 18 років, 81,5 % — особи у віці 18—64 років, 6,3 % — особи у віці 65 років та старші. Медіана віку мешканця становила 31,2 року. На 100 осіб жіночої статі у місті припадало 101,8 чоловіків; на 100 жінок у віці від 18 років та старших — 100,7 чоловіків також старших 18 років.
Середній дохід на одне домашнє господарство становив 151 023 долари США (медіана — 114 381), а середній дохід на одну сім'ю — 201 426 доларів (медіана — 165 648). Медіана доходів становила 90 455 доларів для чоловіків та 73 390 доларів для жінок. За межею бідності перебувало 10,8 % осіб, у тому числі 13,4 % дітей у віці до 18 років та 23,4 % осіб у віці 65 років та старших.
Цивільне працевлаштоване населення становило 34 914 особи. Основні галузі зайнятості: науковці, спеціалісти, менеджери — 23,8 %, фінанси, страхування та нерухомість — 22,2 %, освіта, охорона здоров'я та соціальна допомога — 15,0 %.

## Транспорт
Станція «Hoboken Terminal» є великим транспортним вузлом всієї агломерації. Зі станції курсують потяги PATH, швидкісного трамваю Гудзон — Берген та численні приміські потяги.

## Відомі люди
- Бессі Барріскейл (1884—1965) — американська акторка
- Елла Голл (1896—1981) — американська акторка епохи німого кіно
- Френк Сінатра (1915—1998) — американський актор і співак.